# ملانی ویلسون (قایقران)
ملانی ویلسون (انگلیسی: Melanie Wilson؛ زادهٔ ۲۵ june ۱۹۸۴ (۴۰ سال)) ورزشکار روئینگ اهل بریتانیا است.
وی در مسابقات کشوری و بین‌المللی در مجموع برندهٔ ۱ مدال نقره شده‌است.